# Franck Passi
Franck Passi (Bergerac (Dordogne), 28 maart 1966) is een Frans voormalig voetballer en huidig voetbaltrainer. Hij was van 1983 tot en met 2001 actief voor Montpellier HSC, Olympique Marseille, Toulouse FC, SC Toulon, AS Monaco, SD Compostela en Bolton Wanderers.
Passi werd in februari 2017 aangesteld als interim-manager van Lille OSC, in aanloop naar de komst van Marcelo Bielsa.